# سيديا بن الحكومة
سيديا بن الحكومة بن الشيخ سيديا (توفي 12 أغسطس 2021)، هو عالم مسلم موريتاني. يُعد من أبرز العلماء، ودرس العديد من طلبة العلم طيلة العقود الماضية، كما عُرف بالتبحر في علوم القرآن الكريم.

## وفاته
توفي ليلة 12 أغسطس 2021 إثر وعكة صحية ألمت به، ونقل عقبها من قرية «تيدملين» للعلاج في أبي تلميت، قبل أن ينقل إلى نواكشوط.